# De muziek van Erich Zann
De Muziek van Erich Zann (oorspronkelijke titel The Music of Erich Zann) is een kort horrorverhaal van de Amerikaanse schrijver H.P. Lovecraft. Lovecraft schreef het verhaal in december 1921. Het werd voor het eerst gepubliceerd in het maart 1922-nummer van het tijdschrift National Amateur.

## Inhoud
Een niet bij naam genoemde universiteitsstudent is op zoek naar een appartement, maar het enige wat hij zich kan veroorloven is een kamer op de vijfde verdieping van een oud huis, gelegen aan de Rue d'Auseil in een stuk van de stad dat hij tot dusver nog nooit gezien heeft. Het gebouw is grotendeels leeg.
In de zolderkamer zit de Duitse violist Erich Zann, die de neiging heeft tot laat in de nacht op zijn viool te spelen. De muziek die hij speelt komt op de student bovendien vreemd over; bijna alsof het niet van de aarde zelf is. Wanneer de student Zann hiermee confronteert, staat deze erop dat de student een andere kamer zoekt waar hij Zann ’s nachts niet kan horen. Hij is zelfs bereid de student tegemoet te komen voor de extra kosten van deze nieuwe kamer.
De student blijft Zann opzoeken en ontdekt uiteindelijk diens geheim; zijn muziek is een beschermmiddel om een of meerdere onbekende wezens van achter zijn raam buiten te houden. Zann wil er niet veel over kwijt, maar belooft voor de student alles op te schrijven. Hij krijgt hier echter de kans niet voor wanneer een windvlaag opsteekt en iets onbekends de kamer binnen wil komen. Terwijl Zann wanhopig op zijn viool speelt, ziet de student achter het raam enkel duisternis terwijl hij eigenlijk de lampen van de stad zou moeten kunnen zien. Zann blijkt niet meer te kunnen stoppen met spelen en de student vlucht uiteindelijk in paniek het huis uit. De volgende dag blijkt hij zowel het huis als de Rue d'Auseil niet meer te kunnen vinden.

## Achtergrond
Het verhaal speelt zich vermoedelijk af in Parijs, hoewel Auseil geen officieel Frans woord is. Het woord is mogelijk afgeleid van het Franse au seuil, wat “in de schuilplaats” betekent.
Lovecraft zelf beschouwde De muziek van Erich Zann als een van zijn beste verhalen, vooral omdat hij er geen gedetailleerde uitleg in hoefde te verwerken zoals in veel van zijn andere verhalen. Het verhaal werd nog tijdens Lovecrafts leven meerdere malen in verhalenbundels opgenomen, waaronder Dashiell Hammetts Creeps by Night.

## Inspiratiebron

### Voor musici
Een groot aantal muzikanten en bands heeft het verhaal als basis gebruikt voor hun werk:
- Het album Ceux du dehors van Univers Zéro bevat een lied genaamd La musique d'Erich Zann. Volgens Daniel Denis improviseerde de band dit lied nadat ze allemaal het verhaal hadden gelezen.[4]
- De Duitse metalband Mekong Delta heeft een album getiteld The Music Of Erich Zann.
- De Duitse band Forma Tadre heeft eveneens een album getiteld The Music Of Erich Zann.
- Eric Zann is een pseudoniem van de Britse musicus Jim Jupp.
- De Hongaarse metalband Without Face heeft een lied genaamd The Violin of Erich Zann.
- De Britse Anarcho-punk band Rudimentary Peni had een afbeelding van Eric Zann op de hoes van hun album Cacophony.
- De Spaanse band "Like Drone Razors Through Flesh Sphere" heeft een lied uitgebracht getiteld Erich Zann's Score For Piano.
- De Franse componist Claude Ballif schreef op basis van het verhaal de gelijknamige toneelmuziek.

### Voor schrijvers
- James Wade schreef in 1976 een vervolg op het verhaal getiteld The Silence of Erika Zann.
- In Charles Stross' roman The Jennifer Morgue heeft een van de personages een viool gemaakt door een zekere Erich Zahn, die de ziel van de speler verslindt.